# Hyeongje-Wohlfahrtsheim
Das Hyeongje-Wohlfahrtsheim (Koreanisch: 형제복지원 Hyeongje bokjiwon, „Wohlfahrt der Bruderschaft“, englisch Brothers Home) war ein Internierungslager im Stadtteil Buk-gu (heute Sasang-gu), Busan, Südkorea, in dem mit staatlicher Finanzierung und unter dem Deckmantel einer Wohlfahrtseinrichtung in den 1970er und 1980er Jahren so bezeichnete „Herumtreiber“ (u. a. Obdachlose, Suchtkranke, geistig Behinderte, Kleinkriminelle oder Dissidenten) zwangsinterniert wurden. Unter ihnen befanden sich auch Frauen sowie viele Kinder und Jugendliche.
Die ca. 4000 Insassen des Wohlfahrtheims waren schwerwiegenden Menschenrechtsverletzungen wie Zwangsarbeit, körperlichen Misshandlungen und sexualisierter Gewalt ausgesetzt und es kam zu nachweislich 657 Todesfällen. Koreanische Medien bezeichneten die Einrichtung als „Auschwitz Koreas“.
Das Gerücht, die Einrichtung und die dortigen Gräueltaten hätten als Inspiration für die koreanische Netflix-Serie Squid Game gedient, wurde von den Machern der Serie zurückgewiesen.

## Hintergrund
In den späten 1950er Jahren hatte sich die Republik Korea immer noch nicht wieder von den Zerstörungen des Koreakrieges erholt. Rapides Bevölkerungswachstum und Urbanisierung lockte eine große Zahl von Menschen in die größeren Städte. Viele dieser Neuankömmlinge hatten zunächst keine festen Wohnsitze und Arbeit. Die Sozialpolitik dieser Zeit fokussierte sich vor allem auf die Unterbringung von (Kriegs-)Waisen, die als Schandfleck des nationalen Ansehens betrachtet wurden. Im Laufe der 1960er Jahre führte man unter der Militärjunta von Park Chung-hee Regelungen ein, die dazu dienen sollten, die Gesellschaft von jenen zu „säubern“, die als „Symbole der Armut“ und „Störfaktoren in den Städten“ angesehen wurden. Diese Regelungen wurden auch auf die Inhaftierung von Obdachlosen und Landstreichern ausgeweitet. Großstädte wie Seoul, Busan, Daegu, Daejeon und Gwangju begannen mit dem Bau von „Haftanstalten für Landstreicher“. Eine Reihe von Gesetzen aus dem Jahr 1961 institutionalisierte die Einrichtung von Obdachlosenunterkünften. Das Sozialhilfegesetz von 1970 (구 사회복지사업법) berechtigte jeden Landstreicher zwischen 18 und 65 Jahren dazu, „soziale Wohlfahrtsdienste“ zu beziehen.
1975 erließ das südkoreanische Innenministerium die Richtlinie Nr. 410 (내무부훈령 제410호), welche die Kommunen und ihre Polizeidienststellen dazu verpflichtete, „Landstreicher-Patrouillen“ zu bilden, die mindestens einmal monatlich Kontrollen durchführen sollten. Als Landstreicher definierte das Ministerium diejenigen, die „eine gesunde soziale Ordnung in Stadt und Gesellschaft verhindern“. Diese Definition erlaubte den örtlichen Behörden einen großen Interpretationsrahmen des Begriffs Landstreicher und so inhaftierten die Stadt Busan und die dortige Polizei nahezu wahllos Menschen, die sich für längere Zeiträume auf offener Straße aufhielten, darunter Bettler, verlassene oder verwaiste Kinder und Behinderte. In einigen Fällen nahmen Polizisten sogar einfach unbeaufsichtigte Kinder ohne das Wissen ihrer Eltern in Gewahrsam.
Ein Gesetz über die Ausübung des Polizeidienstes von 1953 erlaubte es der Polizei, Personen, die „nicht unter adäquater Aufsicht“ standen oder „hilfebedürftig“ waren, an Polizeistationen, Krankenhäuser oder andere Sozialeinrichtungen zu überstellen. Eigentlich waren die Beamten gesetzmäßig verpflichtet, zuvor die Zustimmung der betroffenen Person einzuholen, bevor Hilfe geleistet werden durfte und „Familienmitglieder oder andere enge Vertraute des Hilfeempfängers unverzüglich zu informieren“. Zeugenaussagen zufolge wurden diese Verfahrensschritte jedoch nur selten befolgt.
Die Festgenommenen wurden auf 36 Haftanstalten in ganz Südkorea aufgeteilt. Das Hyeongje-Wohlfahrtsheim war die größte dieser Einrichtungen. Das am 20. Juli 1960 in Gamman-dong, Busan gegründete Wohlfahrtsheim fungierte zunächst als Waisenhaus unter dem Namen „Hyeongje-Kinderheim“ (형제육아소). Mit stetig wachsender Kapazität wurde das Waisenhaus dann Anfang der 1970er Jahre zu einem allgemeinen Obdachlosenheim umgewandelt. Im Juli 1975 unterzeichnete das Hyeongje-Wohlfahrtsheim unter der Leitung von Park In-geun einen Vertrag mit der Stadt Busan und wurde somit zur offiziellen Haftanstalt für Landstreicher. Anschließend wurde die Einrichtung in das Viertel Jurye-dong verlagert.
Das rigorose Vorgehen gegen „Herumtreiber“ und andere unerwünschte Personen wurde weiter verschärft, als sich die südkoreanische Regierung in Vorbereitung auf die Asianspiele 1986 und die Olympischen Sommerspiele 1988 um ein neues Image bemühte. Am 10. April 1981, nachdem er einen Bericht über die Situation des Bettelns unter behinderten Bürgern erhalten hatte, orderte der damalige Präsident Chun Doo-Hwan den Premierminister Nam Duck-woo dazu an „dem Betteln Einhalt zu gebieten und Schutzmaßnahmen gegen Herumtreiber zu ergreifen“. Einige Monate später, am 6. Oktober, konkretisierte Chun weiter, es sei vor Beginn der Olympischen Spiele „dafür zu sorgen, dass keine Bettler mehr auf Seouls Straßen zu finden sind“.

## Aufdeckung der Menschenrechtsverletzungen

### Ermittlungen
Im August 1982 reichte ein Mann mit Nachnamen Kang eine Petition ein, in der er die Regierung und die Polizei dazu aufforderte, die Misshandlung seines Bruders während dessen Internierung im Hyeongje-Wohlfahrtsheim zu untersuchen. Der Fall wurde von der Polizeiwache des Stadtteils Buk-gu, Busan bearbeitet, die ein Treffen zwischen Kang und dem Leiter der Einrichtung, Park In-geun, arrangierte. Statt einer Aufklärung der Umstände im Heim kam es zu einer Verleumdungsklage von Park gegenüber Kang, der daraufhin am 23. Dezember 1982 zu acht Monaten Gefängnisstrafe verurteilt wurde.
Im Dezember 1986 begann Kim Yong-won, ein Staatsanwalt der Bezirksstaatsanwaltschaft Ulsan, mit Ermittlungen, nachdem er von einem ortsansässigen Jäger Gerüchte über eine Gruppe von Waldarbeitern gehört hatte, die in einem nahegelegenen Bergwald Holz schlagen mussten und dabei von Wachen mit Knüppeln geschlagen wurden. Kim fand heraus, dass die dazugehörige Holzwerkstatt auf Initiative von Park In-geun, dem Leiter des Hyeongje-Wohlfahrtheims betrieben wurde. Kim hatte den Verdacht, dass Park dort Inhaftierte aus seiner Einrichtung Zwangsarbeit verrichten ließ und veranlasste am 16. Januar 1987 eine großangelegte Durchsuchung der Werkstatt sowie des Hauptsitzes in Busan. Die Untersuchung, bei der die Aussagen von über 100 Häftlingen, Wärtern und Führungskräften der Einrichtung aufgenommen wurden, kam zu dem Ergebnis, dass die dort Inhaftierten, von denen die meisten bei klarem Verstand waren, gegen ihren Willen dorthin gebracht und festgehalten wurden und dass sie unbezahlte Zwangsarbeit verrichten mussten. In einem Safe im Büro des Leiters wurde außerdem ein Einzahlungsbeleg in Höhe von 2 Milliarden Won (entspricht 2025 über 5 Millionen Euro) gefunden.
Im Anschluss an die Ermittlungen der Staatsanwaltschaft führten Mitglieder der Neuen Koreanischen Demokratischen Partei (NKDP) eine unabhängige Untersuchung gegen das Wohlfahrtsheim durch. Die Partei veröffentlichte ihren ersten Untersuchungsbericht am 4. Februar 1987. Dieser kam zu dem Ergebnis, dass von den 3.975 Inhaftierten, die sich 1986 in der Einrichtung aufhielten, 3.117 von der Polizei und 258 von anderen Kommunalbeamten eingeliefert worden waren.
Von 2022 bis 2024 führte die Wahrheits- und Versöhnungskommission drei weitere Untersuchungen der Vorfälle durch. Sie kam unter anderem zu dem Ergebnis, dass von 1975 bis zur endgültigen Schließung der Einrichtung 1987 schätzungsweise etwa 40.000 Menschen im Hyeongje-Wohlfahrtsheim interniert worden waren.

### Die Zustände im Hyeongje-Wohlfahrtsheim
Das Ausmaß der Missstände und die Schwere der Menschenrechtsverletzungen, denen die Insassen des Wohlfahrtsheims ausgesetzt waren, kam erst nach und nach durch die Untersuchungen ans Licht. Neben willkürlicher Freiheitsberaubung und Zwangsarbeit gehörten Folter, psychische, körperliche und sexualisierte Gewalt zum Alltag. Die Inhaftierten erhielten zu wenig und oft nur verdorbene Lebensmittel und bekamen nur selten die Gelegenheit, sich ausreichend zu waschen oder Kleidung zu wechseln. Im Dezember 1985 waren ca. 3000 Menschen im Wohlfahrtsheim interniert. Bei einer vorgesehenen Kapazität von 500 Inhaftierten bedeutete dies eine Belegung von mehr als 90 Personen je Raum.
Die Einrichtung wurde mit „militärähnlichen Befehlsketten“ geführt. Um die Personal- und Verwaltungskosten zu senken, wurde ein Häftling zum „Kommandanten“ ernannt, der unmittelbar dem Leiter Park In-geun unterstand. Unter dem Kommandanten wurden dann jeweils 120 Insassen in einer Unterkunft zu einem „Zug“ zusammengefasst. Jeder Zug hatte wiederum einen „Führer“, einen „Generalsekretär“ und weitere „Teamleiter“, die alle ausgewählte Häftlinge waren. Die Insassen wurden auch kollektiven Bestrafungen ausgesetzt, wenn z. B. der gesamte Zug wegen des Fehltritts eines einzelnen Mitglieds geschlagen oder gefoltert wurde.
Folter war an der Tagesordnung. Die Insassen wurden häufig dazu gezwungen, über lange Zeiträume in schmerzhaften und erschöpfenden Positionen zu verharren. Konnten sie diese nicht mehr halten, erhielten sie Schläge. 2020 berichtete die koreanische Tageszeitung Gungmin Ilbo, dass nach Aussagen eines früheren Häftlings, Leiter Park In-geun eigenhändig Insassen körperlich misshandelt und in seinem Büro Handschellen und Holzknüppel griffbereit gehabt habe. Der Zeuge habe weiterhin behauptet, Park hätte selbst ca. 40 bis 50 Häftlinge getötet.
Die Frauen, Kinder und Jugendlichen im Hyeongje-Wohlfahrtsheim wurden oft Opfer sexualisierter Gewalt durch männliche Wärter und andere Insassen. Die Sterberate für Kinder unter 15 Jahren innerhalb der Einrichtung lag 1986 mit 0,976 Prozent mehr als 17-mal höher als der Vergleichswert in der sonstigen Altersgruppe (0,056 Prozent).
Verschiedene Zeugenaussagen berichteten, dass den Insassen des Heims Neuroleptika verabreicht wurden, um sie ruhigzustellen. Die Rechnungsbücher der Einrichtung bestätigten, dass allein im Jahr 1986 rund 250.000 Tabletten Chlorpromazin – zusammen mit einer Reihe anderer Neuroleptika wie Haloperidol, Flurazepam und Carbamazepin bestellt wurden. Die Stadt Busan bestritt 1987 diese Anschuldigungen mit dem Argument, es habe sich um rezeptfreie Medikamente gehandelt, die zu medizinischen Zwecken gekauft wurden.
Auf Basis von Dokumenten des Hyeongje-Wohlfahrtsheims aus dem Jahr 1987, die im Rahmen der Untersuchung der Neuen Koreanischen Demokratischen Partei zutage kamen, kam man zu der Schätzung, dass im Zeitraum zwischen dem 5. Juli 1975 bis zum 7. Januar 1987 insgesamt 513 Menschen dort zu Tode kamen.
2014 wurden weitere 38 Todesopfer dem Zeitraum zwischen 1986 und der Schließung der Einrichtung 1988 zugeordnet, was die Gesamtzahl auf 551 erhöhte.
Die Untersuchung der Wahrheits- und Versöhnungskommission aus dem Jahr 2022 korrigierte nach einer umfassenden Analyse aller bis dahin vorliegenden Sterbeurkunden aus den Jahren 1975 bis 1988 die Zahl aller Personen, die im Hyeongje-Heim ums Leben gekommen waren, noch einmal erneut nach oben, auf insgesamt 657 Opfer. Die Körper der Toten wurden heimlich begraben oder entsorgt, teilweise eingeäschert und auf öffentlichen Friedhöfen vergraben oder an Krankenhäuser in der Nähe verkauft.

### Adoption und Menschenhandel
In der zweiten Hälfte des 20. Jahrhunderts wurden rund 200.000 südkoreanische Kinder, überwiegend Mädchen, zur Adoption ins Ausland geschickt. Man geht heute davon aus, dass sie die größte in der Diaspora lebende Gruppe von Adoptivkindern darstellen. Eine Untersuchung der Associated Press (AP) lieferte den Beweis, dass das Hyeongje-Wohlfahrtsheim zwischen 1979 und 1986 die Adoption von 19 Kindern veranlasste. In weiteren 51 Fällen gab es zumindest Hinweise darauf. Darüber hinaus enthüllte die AP, dass sechs US-amerikanische Adoptionsagenturen (Holt International, Children's Home Society of Minnesota, Dillon International, Children's Home Society of California, Catholic Social Services, and Spence-Chapin) Adoptivkinder aus dem Heim angenommen hatten. Zu den europäischen Ländern, die involviert waren, gehörten Belgien, Deutschland, die Niederlande, Norwegen und Dänemark.
Der Großteil der koreanischen Säuglinge, die zur Adoption freigegeben wurden, waren keine echten Waisen, sondern hatten durchaus noch lebende Elternteile. Man fälschte oder manipulierte ihre Papiere, um sie als Waisen auszugeben und exportierte sie gegen Bezahlung an weiße Eltern. Dass die Zustimmung der leiblichen Mütter, die selbst Insassinnen des Hyeongje-Wohlfahrtsheims und ähnlicher Einrichtungen waren, immer freiwillig erfolgte, wird angezweifelt. Die Wahrheits- und Versöhnungskommission begann 2022 damit den Skandal um die Zwangsadoptionen zu untersuchen. Zwischen der damaligen Militärführung und den Vorstandsmitgliedern der beteiligten Adoptionsagenturen bestand enger Kontakt. Man wollte die Wirtschaftsbeziehungen zum Westen vertiefen, die Bevölkerungszahlen Südkoreas reduzieren und die Zahl der unverheirateten Mütter, die als soziale Problemgruppe galten, verringern.
Aus Australien, Europa und den USA forderten die überwiegend weiblichen Adoptivkinder eine umfassende Untersuchung des Kinderhandelskandals durch die Wahrheits- und Versöhnungskommission. Der Holt Children's Service wurde von einer Frau, die zwangsweise aus Korea zur Adoption freigegeben worden war, auf Schadensersatz vor einem US-amerikanischen Gericht verklagt.

## Konsequenzen

### Verurteilung Park In-geuns
Während der laufenden Ermittlungen gegen Park In-geun zwischen 1987 und 1989 versuchte Chun Doo-hwans Militärregierung, die durch wachsende Demokratiebewegung in der Bevölkerung zunehmend unter Druck geriet, die Schwere des Falls systematisch herunterzuspielen. Unter der politischen Einmischung hielten Staatsanwaltschaft und Gericht nicht an dem ursprünglichen angestrebten Strafmaß von 15 Jahren Haft und etwa 600 Millionen Won Geldstrafe fest. Park In-geun erhielt ein einem über mehrere Instanzen laufenden Gerichtsverfahren am Ende lediglich eine Freiheitsstrafe von zweieinhalb Jahren wegen Unterschlagung und Korruption und keine Geldstrafe. Für den Missbrauch und die weiteren Menschenrechtsverletzungen musste er sich nicht verantworten.
Parks Familie, die ebenfalls tief in die Geschäfte und Verbrechen des Brüderheims involviert war, schloss die Einrichtung und errichtete an anderer Stelle das Siloams Haus, ein Heim für schwerstbehinderte Menschen. 1995 verkauften sie die Grundstücke des Hyeongje-Wohlfahrtsheims für 22,7 Milliarden Won an ein Bauunternehmen, welches alle Gebäude abreißen und dort Wohnungen errichten sollte. Seit seiner Schließung 1988 wird das Gelände des ehemaligen Hyeongje-Wohlfahrtsheims weiterhin als Haftanstalt genutzt. Dort befindet sich heute das Busan Detention Center, gelegen in Jurye-dong, Sasang-gu, Busan. Die Stadt plant eine Verlagerung und Modernisierung dieser Einrichtung, was auf eine fortgesetzte Nutzung des Standortes hinweist.
Die sterblichen Überreste der dort vergrabenen Opfer, die bei den Bauarbeiten entdeckt wurden, wurden nicht genauer untersucht oder eventuell noch existierenden Hinterbliebenen übergeben.

## Verstrickung der protestantischen Kirche
Überlebende des Hyeongje-Wohlfahrtsheims haben Vorwürfe bezüglich enger Verbindungen der Einrichtung mit der protestantischen Kirche erhoben. Ein inhaftierte Person wurde nach eigenen Angaben gezwungen, in christlichen Aufführungen aufzutreten, die für lokale und internationale Gäste veranstaltet wurden. Als Belohnung seien Ostereier verteilt worden. Eine andere Person wurde von einem christlichen Missionar an die Einrichtung ausgeliefert.  Ein weiterer Überlebender schilderte Kirche und Wohlfahrtsheim als ein von Leiter Park In-geun und seinem Schwager Pastor Lim Young-soon gemeinsam geführtes Unternehmen, in dem Kinder zur Arbeit gezwungen und eine Agentur für Adoptionen aus Korea betrieben wurden. In der durch Zwangsarbeit errichteten Kirche oberhalb der Einrichtung mussten alle Inhaftierten zweimal pro Woche an Gottesdiensten teilnehmen. An gleicher Stelle veranstaltete Leiter Park auch so genannte „Volksprozesse“, bei denen bei Fluchtversuchen gefasste Insassen „verurteilt“ und vor aller Augen gezüchtigt und brutal geschlagen wurden.
Pastor Lim Young-soon setzte sich bereits vor der Verurteilung seines Schwagers wegen Veruntreuung nach Australien ab, wo er fortan in einer koreanisch-presbyterianischen Kirche predigte. Nach dessen Entlassung gründeten die beiden 1990 in Sydney ihre eigene Kirche, finanziert mit unterschlagenen Mitteln aus der Stiftung des Hyeongje-Wohlfahrtsheims und dessen Nachfolge-Einrichtung Siloam. Nur wenige Jahre später und mit Unterstützung weiterer Familienmitglieder, die bereits in die Machenschaften in Busan involviert waren, bauten sich Park und Lim erneut ein florierendes Geschäft auf. Erst 2014 wurden Park In-geun und sein Sohn, Park Chun-kwang, erneut wegen Veruntreuung angeklagt. Während der Sohn zu drei Jahren Gefängnis verurteilt wurde, blieb der Vater aufgrund seiner Demenz straffrei. Er verstarb zwei Jahre später.